# Fehmarn
Fehmarn (en alemany, alemany: Fehmarn; danès, Femern) és una petita illa i, des de 2003, també una ciutat del mar Bàltic, a Alemanya. Administrativament depèn del districte d'Ostholstein i de l'estat de Slesvig-Holstein. Està situada entre la badia de Kiel, a l'oest, i el golf de Mecklenburg, a l'est, aproximadament a 18 quilòmetres al sud de l'illa danesa de Lolland.
L'illa té una superfície de 185,45 km² –la 3a d'Alemanya, la 16a del mar Bàltic i la 142a d'Europa– i una població, el 31 de gener de 2011, de 12.911 residents.

## Història
L'illa va tenir antigament altres noms, com Femera, Fimbria, Cimbria parva i Imbra.

## Geografia

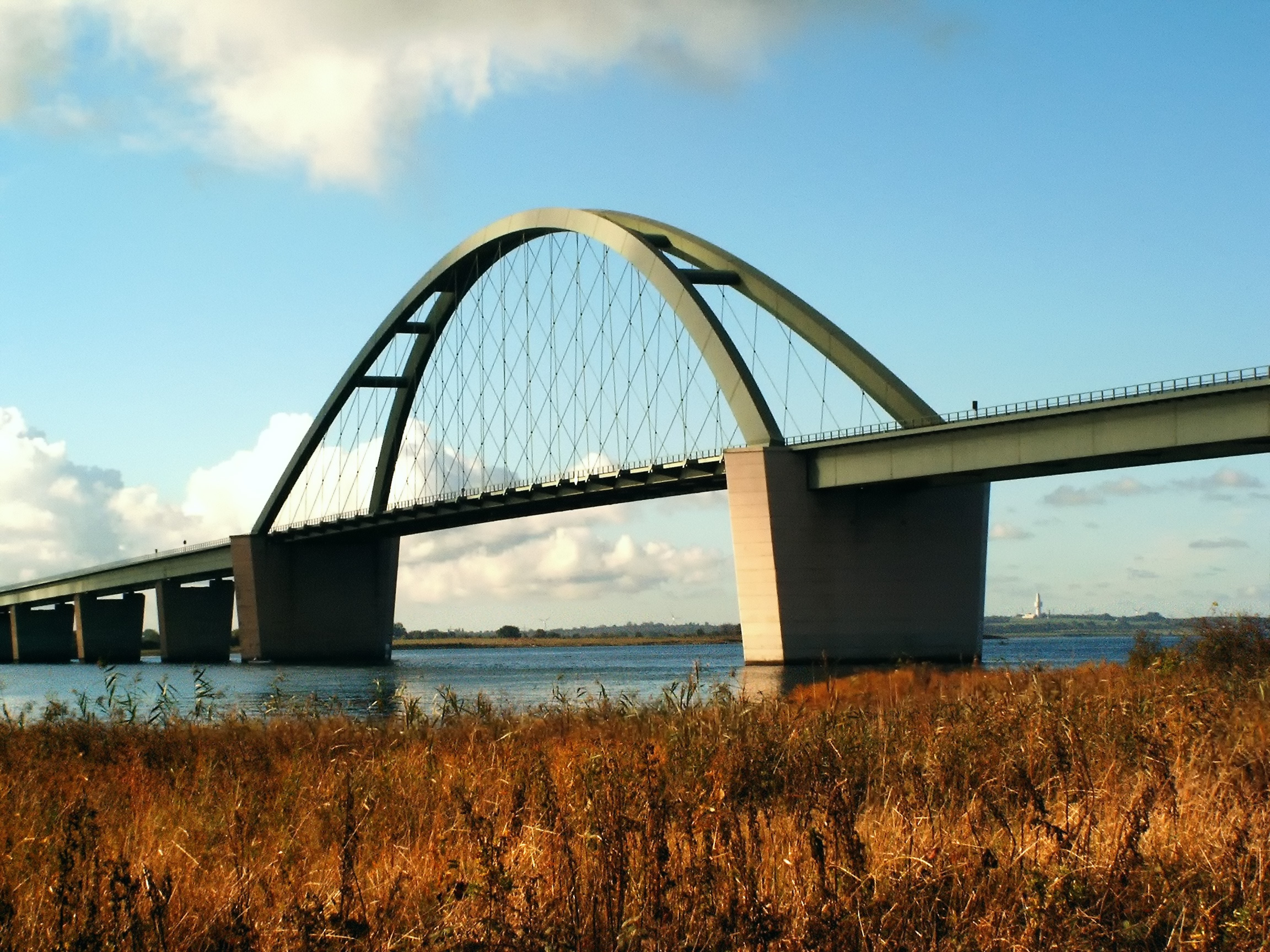
El pont que uneix al continent

La superfície de l'illa és de 185 km² i té una línia de costa de 78 km. Els punts més alts són dos petits pujols, Hinrichsberg (27,2 m) i Wulfener Berg (26,5 m). La comunitat més gran a Fehmarn és Burg, que té uns 6.000 habitants. A més, hi ha molts petits pobles.
Des de 1963 l'illa de Fehmarn ha quedat unida al continent per un pont carreter i de ferrocarril que travessa l'estret de Fehmarn. El pont de l'estret de Fehmarn (Fehmarnsundbrücke) té una longitud de 963,40 m i 69 m d'altura.

## Transport

El nou eix viari proposat creuant l'estret de Fehmarn

El Fehmarn Belt un estret que separa les illes de Fehmarn i Lolland, es troba al costat oposat a Alemanya. Pot ser creuat per transbordadors que viatgen entre els ports de Puttgarden, Alemanya, i Rødbyhavn, Dinamarca. El trajecte dura uns 45 minuts.
El 29 de juny de 2007, les autoritats daneses i alemanyes van donar el vistiplau al projecte del túnel de Fehmarn Belt, que té previst acabar-se el 2020 i que mitjançant un ferrocarril i una via rodada de quatre carrils (ponts, túnel i encreuament mixt) connectarà Dinamarca i Alemanya. Travessarà l'estret de Fehmarn, unint Fehmarn amb l'illa danesa de Lolland, amb una longitud d'aproximadament 19 km, i que formarà part d'un nou eix que connectarà el nord d'Alemanya (Hamburg, Lübeck…) amb Copenhaguen i el sud de Suècia (Malmö, Gotemburgo, Estocolm…), sense passar per la península de Jutlandia i l'illa de Fiona.

## Naturalesa
Les costes serveixen com a llocs de descans per a les aus migratòries, per la qual cosa és un paradís per als ornitòlogs. Les reserves d'aus a l'illa són ateses pel centre de conservació de NABU en la Reserva d'Aus Aquàtiques de Wallnau. A la localitat de Burg hi ha un gran aquari amb 40 peixeres.
Fehmarn és famosa per la naturalesa i per les àrees d'esbarjo, especialment en èpoques d'estiu (juliol-setembre) i també és ben coneguda pels espigons per a la pràctica del windsurf i el kitesurf.

## Cultura
Fehmarn fou també el lloc on Jimi Hendrix va celebrar el seu últim concert, l'Open Air Love & Peace Festival, el 6 de setembre de 1970.

### Residents notables
Lina Heydrich i el seu marit Reinhard Heydrich tenien una casa d'estiu aquí, que després de la guerra Lina va fer servir, amb el seu segon marit, Mauno Manninen, com a restaurant i hostal fins que es va cremar al febrer de 1969.

### Ciutats germanades
- Neringa (Lituània)
- Orth an der Donau (Àustria)
- Rødby (Dinamarca)

## Galeria d'imatges

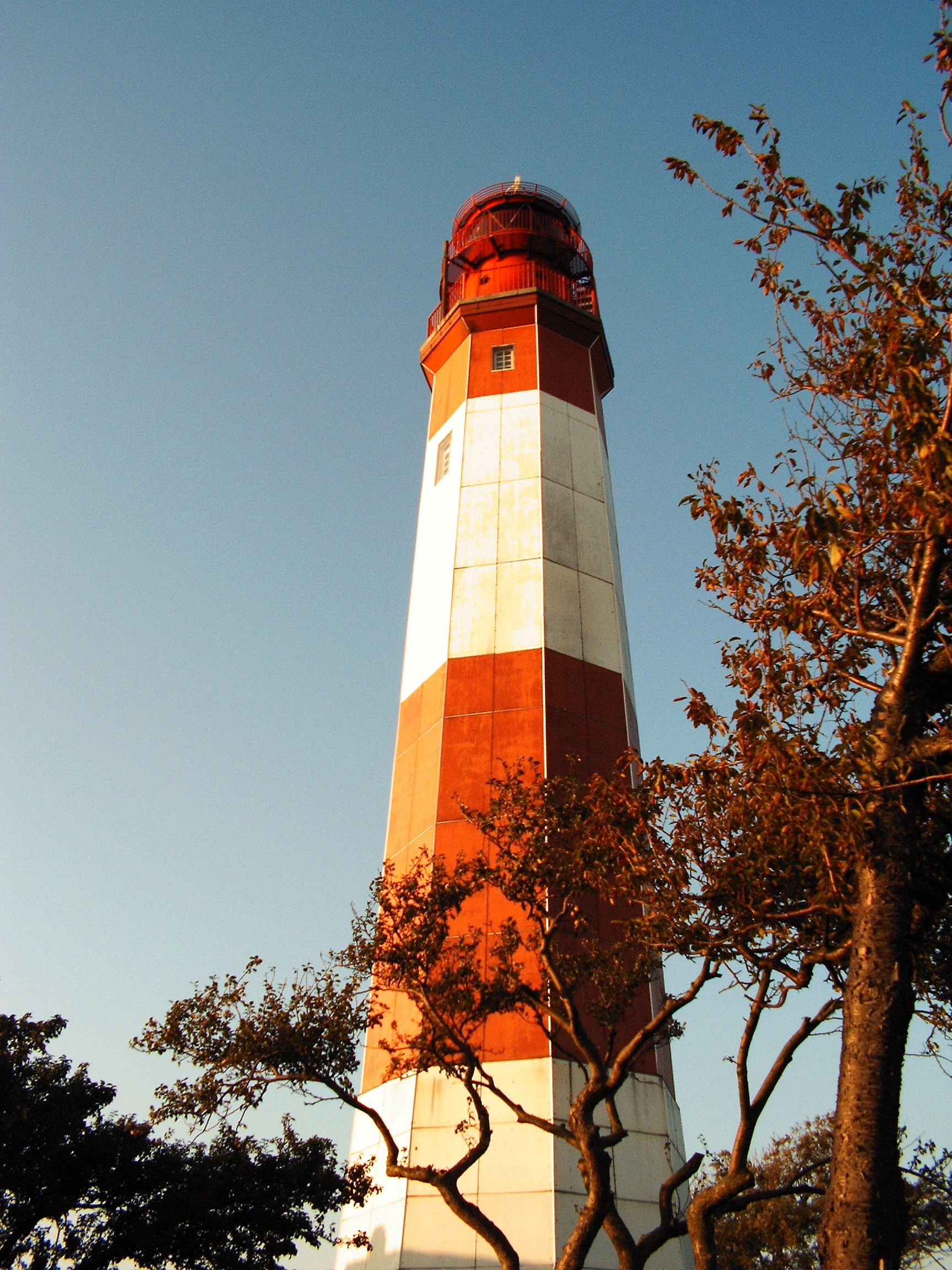
Far de Flügge
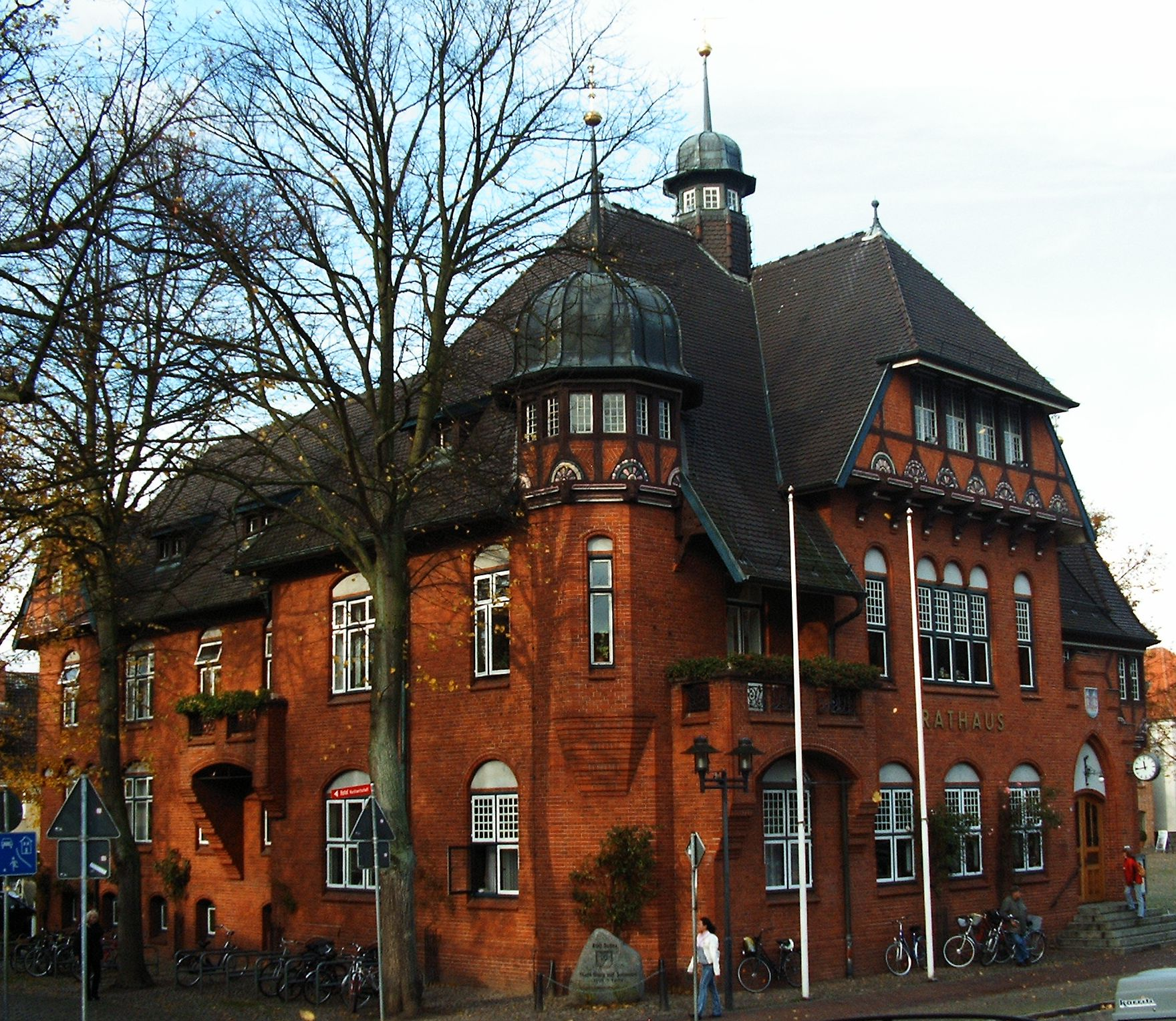
Ajuntament en Burg
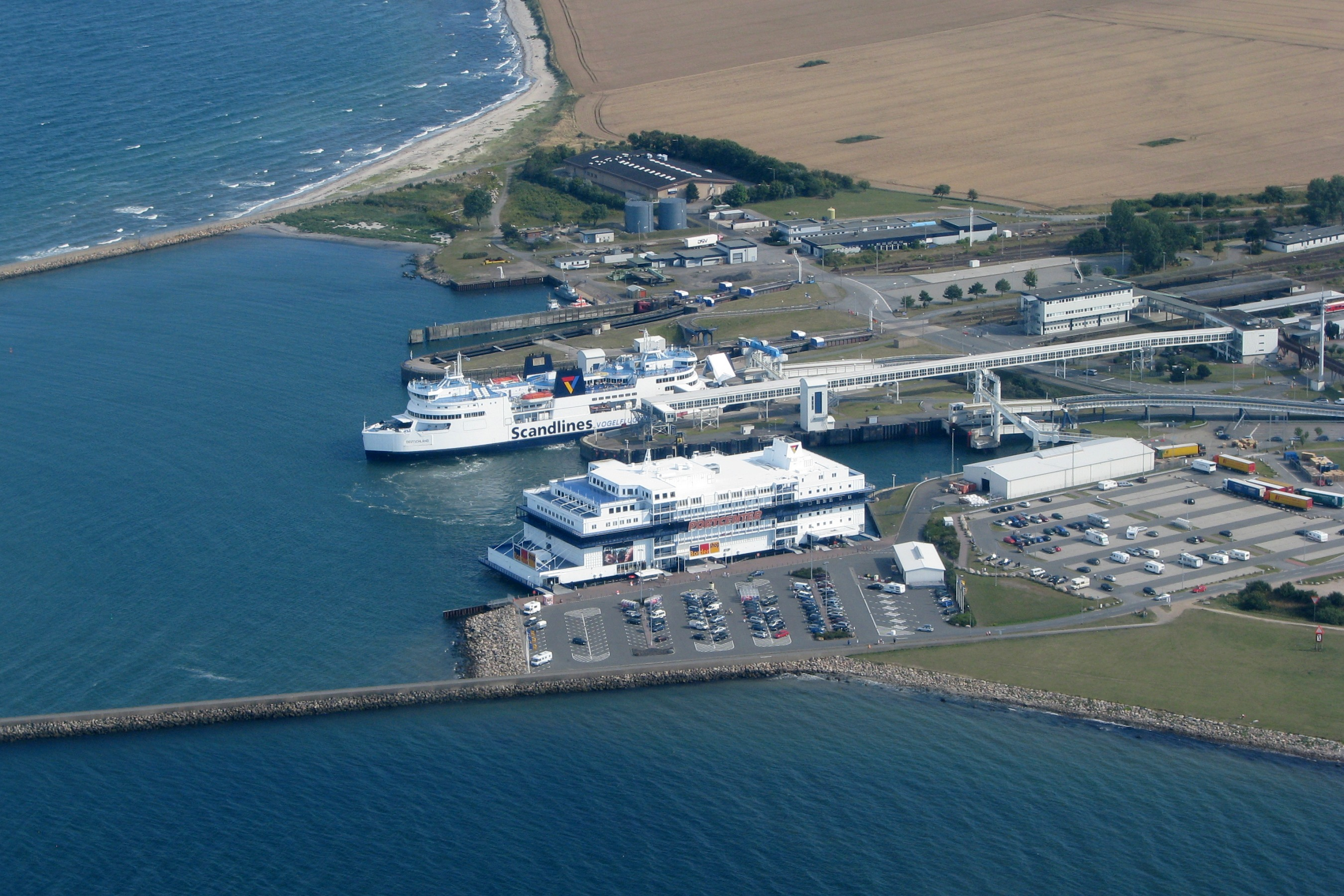
El port de Puttgarden
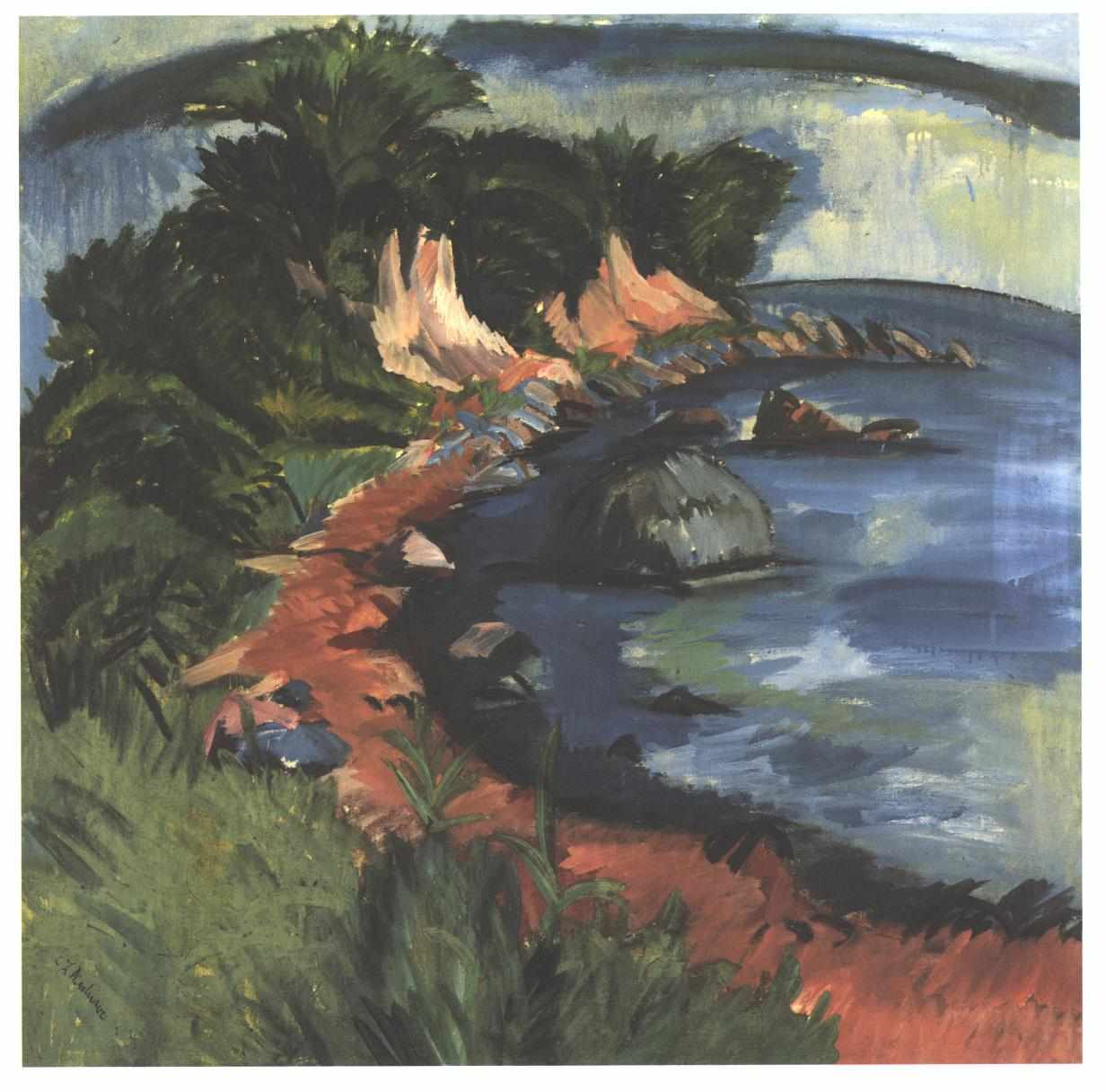
Fehmarnküste [Costa de Fehmarn], obra de Kirchner